# Great Missenden
Great Missenden est une paroisse civile et un village du Buckinghamshire, en Angleterre.